# Arctosa pungcheunensis
Arctosa pungcheunensis är en spindelart som beskrevs av Paik 1994. Arctosa pungcheunensis ingår i släktet Arctosa och familjen vargspindlar. Inga underarter finns listade i Catalogue of Life.